# Nikola Milutinov
Nikola Milutinov (cyr. Никола Милутинов; ur. 30 grudnia 1994 w Nowym Sadzie) – serbski koszykarz, występujący na pozycji środkowego, reprezentant kraju, od 2023 zawodnik Olympiakosu Pireus.

## Osiągnięcia
Stan na 8 stycznia 2024, na podstawie, o ile nie zaznaczono inaczej.

### Drużynowe
- Mistrz:
  - ligi:
    - VTB (2021)
    - adriatyckiej (2013)

  - Grecji (2016)
  - Serbii (2013, 2014)
  - Serbii U–18 (2011)
- Wicemistrz:
  - Euroligi (2017)
  - VTB (2022)
  - Grecji (2017, 2018)
  - Serbii (2015)
  - młodzieżowej ligi VTB (2022)
- Zdobywca:
  - superpucharu:
    - VTB (2021)
    - Grecji (2023)

  - pucharu Gomelskiego (2021)
- Finalista:
  - superpucharu VTB (2023)
  - pucharu:
    - Serbii (2013)
    - Grecji (2018)

### Indywidualne
- MVP:
  - ligi VTB (2023)
  - miesiąca:
    - Euroligi (grudzień 2020)
    - VTB (październik 2022)

  - kolejki Euroligi (28 – 2017/2018, 2, 13, 16 – 2018/2019, 23, 25 – 2021/2022, 4 – 2023/2024)
- Największy postęp ligi greckiej (2017)
- Zaliczony od:
  - I składu:
    - ligi:
      - VTB (2022, 2023)
      - greckiej (2018, 2019)

    - NIJT (2012)

  - II składu ligi:
    - greckiej (2017)
    - serbskiej (2015)
- Uczestnik meczu gwiazd ligi greckiej (2018, 2019)
- Lider w zbiórkach:
  - Euroligi (2020, 2021)
  - ligi VTB (2022, 2023)
  - turnieju Akropolu (2023)

### Reprezentacja
Seniorska
- Wicemistrz świata (2023)
- Uczestnik:
  - mistrzostw:
    - świata (2019 – 5. miejsce)
    - Europy (2015 – 4. miejsce, 2022 – 9. miejsce)

  - europejskich kwalifikacji do mistrzostw świata (2017 – 11. miejsce, 2021 – 8. miejsce)
- Zaliczony do II składu mistrzostw świata (2023)

Młodzieżowe
- Wicemistrz:
  - świata U–19 (2013)
  - turnieju Alberta Schweitzera (2012)
- Uczestnik mistrzostw Europy U–16 (2010 – 5. miejsce)